# Pave Celestin 1.
Celestin 1. var pave fra 422 til 6. april 432.
Han var af romersk oprindelse og formodes at have en nær familiemæssig tilknytning til den romerske kejser Valentinian III. Der kendes ikke meget til hans tidligere historie med undtagelse af faderens navn, som var Priscus. Han formodes at have opholdt sig i Milano sammen med Skt. Ambrosius. Den ældste registrerede henvisning til ham findes i et dokument fra pave Innocens 1. fra år 416, hvori han omtales som diakonen Celestine.
Forskellige dele af den kirkelige liturgi tilskrives ham, dog uden at det med sikkerhed har kunnet konstateres. Skønt han ikke selv deltog, sendte han dog delegater til Koncilet i Efesos i år 431, hvor nestorianerne blev fordømt. Fire breve, som han skrev i den anledning dateret 15. marts 431 og sendt til afrikanske biskopper i Afrika, Illyrien, Thessalonica og Narbonne, findes i afskrift og i græsk oversættelse, hvorimod de originale på latin er gået tabt.
Han forfulgte aktivt pelagianerne og var tro mod den ortodokse kirketradition. Han sendte Palladius til Irland som biskop i 431, men han fortsatte dog til Skotland. Patricius (Sankt Patrick) fortsatte missionsarbejdet i Irland, hvor han blev Irlands nationalhelgen. Celestin var imod novatianerne i Rom, fængslede deres biskop og forbød deres ritualer og formen for deres religion. Han stod fast på ikke at tolerere ændringer i den kristne kirke, som han repræsenterede, og hans bestræbelser blev anerkendt af kirken, da han blev kåret som helgen.
Celestin døde den 6. april 432 og blev begravet i Priscillas katakomber i Via Salaria. Hans jordiske rester blev flyttet, og de ligger nu i basilikaen Santa Prassede i den centrale del af Rom.